# Tuuli Petäjä

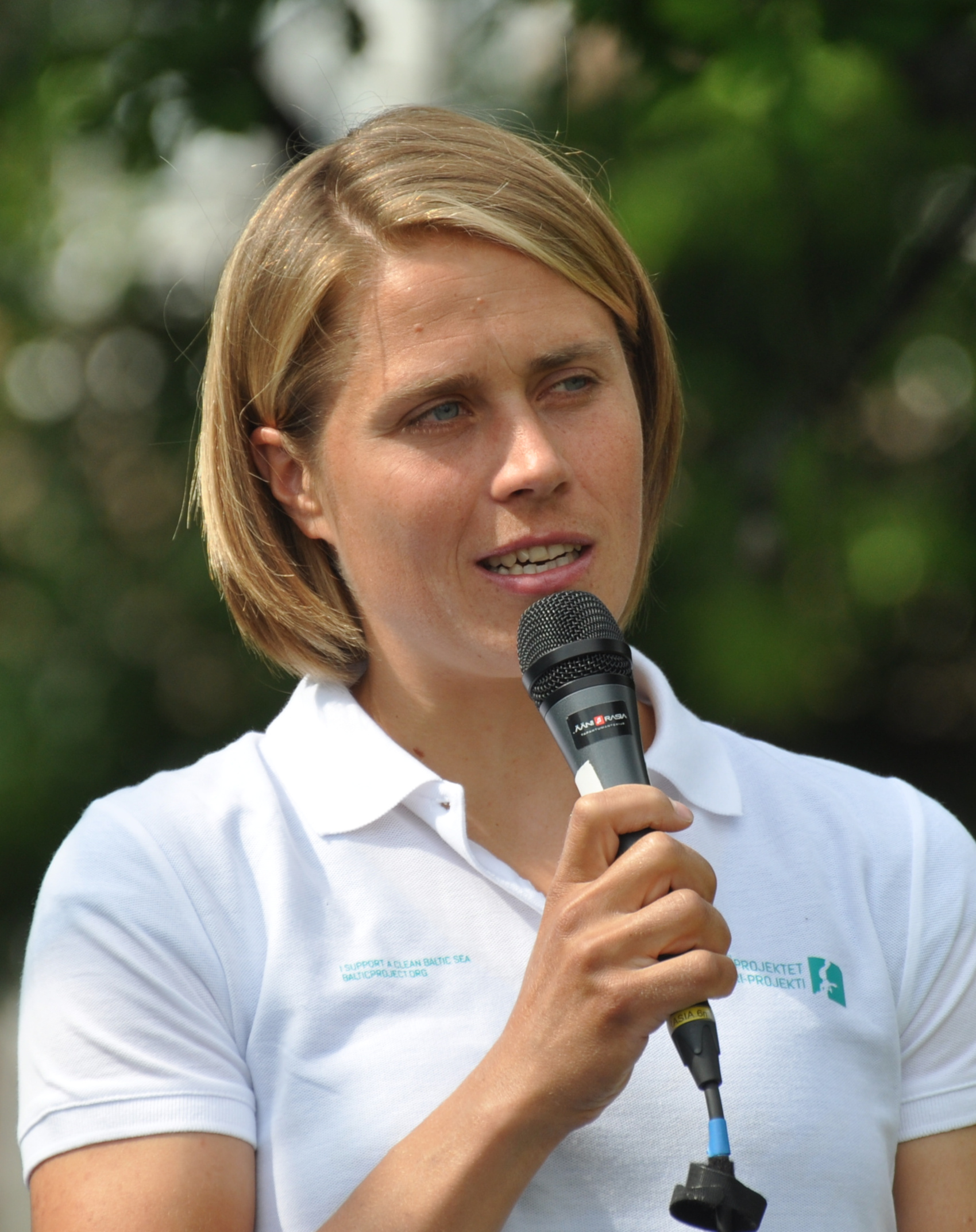
Tuuli Petäjä

Tuuli Petäjä, född 9 november 1983 i Esbo, är en finländsk vindsurfare. Vid sommar-OS i London 2012 tog hon Finlands första medalj, och enda silver, i damernas vindsurfningklass RS:X. Vid sommar-OS i Peking 2008 tog hon 16:e plats.
Hon utsågs till årets idrottare 2012 i Finland. Priset delades ut under finska idrottsgalan 15 januari 2013.